# Folarin Balogun
Folarin Jerry Balogun (* 3. Juli 2001 in New York City) ist ein US-amerikanisch-englischer Fußballspieler, der aktuell bei der AS Monaco in der Ligue 1 spielt. Zudem ist er seit Juni 2023 US-amerikanischer Nationalspieler.

## Karriere

### Verein
Balogun wurde als Sohn nigerianischer Eltern in New York City geboren und zog im Alter von sechs Monaten mit seiner Familie nach London, wo er seine fußballerische Ausbildung als Zehnjähriger beim FC Arsenal begann. In der Saison 2016/17 spielte er einmal für die U18-Junioren. In der Folgesaison schoss er wettbewerbsübergreifend 12 Tore in 25 Spielen für die U18 im Pokal und der Liga sowie für die U23 in der Premier League 2. In der Saison 2018/19 schoss er 25 Tore in 19 Spielen in der U18 Premier League, nebenbei kam er noch fünfmal für die zweite Mannschaft zum Einsatz, wobei er einmal traf. In der folgenden Saison stieg er endgültig in den U23-Kader auf und machte dort in 15 Spielen zehn Tore und gab vier Vorlagen. Die Spielzeit 2020/21 absolvierte er als Kapitän der U23-Mannschaft und kam mehrmals in der Europa League zum Einsatz. Sein Profidebüt gab er am 29. Oktober 2020 im Europa-League-Gruppenspiel gegen den FC Dundalk, als er in der 74. Minute für Edward Nketiah ins Spiel kam. Bei seinem nächsten Einsatz, dem 3:0-Sieg über den Molde FK, schoss er sein erstes Profitor nach Einwechslung zum Endstand. Im April 2021 verlängerte er seine Vertragslaufzeit bei den Gunners bis 2025 und sagte: „Ich habe ziemlich große Ambitionen“. Am 13. August 2021 (1. Spieltag) spielte er das erste Mal in der Premier League bei der 0:2-Niederlage gegen den FC Brentford in der Startelf. Nach einem weiteren Einsatz in der Premier League wechselte er Mitte Januar 2022 auf Leihbasis zum FC Middlesbrough in die EFL Championship. Für die anschließende Saison 2022/23 wechselte er erneut leihweise, nunmehr zum französischen Erstligisten Stade Reims. Dort avancierte er zum besten Torschützen von Reims und schoss in 37 Einsätzen 21 Tore.
Nach der Rückkehr zu Arsenal verließ er den Verein fest und unterschrieb bei der AS Monaco, die 30 Millionen Euro Ablöse zahlten.

### Nationalmannschaft
Balogun spielte für englische und US-amerikanische Juniorennationalmannschaften. Er war ab 2021 für die englische U21-Nationalmannschaft aktiv. Im Mai 2023 gab er bekannt, zukünftig für die Nationalmannschaft der USA spielen zu wollen. Für diese debütierte er im Folgemonat im Halbfinale der CONCACAF Nations League gegen Mexiko. Im Finale des Turniers stand er erneut in der Startelf und konnte bei dem 2:0-Sieg sein erstes Länderspieltor erzielen und mit seiner Nation den Titel holen.